# Жан Валь
Жан Андре Валь (фр. Jean André Wal; 25 травня 1888 — 19 червня 1974) — французький філософ.

## Життєпис

### Рання кар'єра
Валь здобув освіту у Вищій нормальній школі. Був професором Сорбонни з 1936 по 1967 рік, коли його викладацьку діяльність перервала Друга світова війна. У 1942—1945 роках перебував у США, де був інтернований як єврей у таборі для інтернованих у Дрансі (на північний схід від Парижа), звідки потім вдалося втікти.
Починав свою кар'єру як послідовник Анрі Бергсона та американських філософів-плюралістів Вільяма Джеймса і Джорджа Сантаяни. Він відомий як один з тих, хто представив гегелівську думку у Франції в 1930-х роках (його книга про Гегеля була опублікована в 1929 році), випередивши більш відомі лекції Александра Кожева. Він також був захисником у французькій думці данського прото-екзистенціаліста Сьорена К'єркегора. Ці захоплення, які стали знаковими книгами Le malheur de la conscience dans la Philosophie de Hegel (1929) та Études kierkegaardiennes (1938), були суперечливими в панівному кліматі думки. Однак він вплинув на низку ключових мислителів, включаючи Жиля Дельоза, Еммануеля Левінаса і Жана-Поля Сартра.[джерело?] У другому номері журналу «Acéphale», рецензії Жоржа Батая, Жан Валь написав статтю під назвою «Ніцше і смерть Бога», присвячену інтерпретації цього твору Карлом Ясперсом. Він став відомим як антисистемний філософ, прихильник філософських інновацій та конкретики.

### Вигнання
Перебуваючи в США, Валь разом з Ґюставом Коеном та за підтримки Фонду Рокфеллера заснував «університет у вигнанні» — Вільну школу вищих досліджень у Нью-Йорку. Пізніше, в коледжі Маунт-Голіок, де він обіймав посаду, була заснувана Декада на горі Холіок, також відомі як Понтіньї-ан-Амерік (фр. Pontigny-en-Amérique), за зразком зустрічей, які проводив у 1910—1939 роках французький філософ Поль Дежарден (22 листопада 1859 р. — 13 березня 1940 р.) на території цистерціанського абатства Понтіньї в Бургундії. Вони успішно зібрали разом французьких інтелектуалів у вигнанні під час війни, які нібито вивчали англійську мову, з американцями, включаючи Маріанну Мур, Уоллеса Стівенса і Роджера Сешнса. Валь, вже опублікований поет, зробив переклади віршів Стівенса на французьку мову. Він також був завзятим читачем «Чотирьох квартетів» і грався ідеєю опублікувати поетичне спростування вірша

### Після ДСВ
У післявоєнній Франції Валь був важливою фігурою, як викладач і редактор наукових журналів. У 1946 році він заснував Філософський коледж, впливовий центр нонконформістської інтелігенції, альтернативний Сорбонні. Починаючи з 1950 року, він очолював журнал «Revue de Métaphysique et de Morale».
Валь переклав другу гіпотезу Парменіда Платона як «Il y a de l'Un», а Жак Лакан прийняв його переклад як центральну точку в психоаналізі, як свого роду антецедент в Парменіді аналітичного дискурсу. Це екзистенційне речення психоаналітичного дискурсу за Лаканом, а негативне — «Il n'y a pas de rapport sexuel» — немає сексуальних стосунків.

## Праці
- Du rôle de l'idée de l'instant dans la Philosophie de Descartes, Paris, Alcan, 1920; rééd. avec une préface de Frédéric Worms, Paris, Descartes & Co, 1994.
- Les Philosophies pluralistes d'Angleterre et d'Amérique, Paris, Alcan, 1920; rééd. préface de Thibaud Trochu, Les Empêcheurs de penser en rond, 2005.
- Le Malheur de la conscience dans la Philosophie de Hegel, Paris, Rieder, 1929.
- Étude sur le Parménide de Platon, Paris, Rieder, 1930.
- Vers le concret, études d'histoire de la philosophie contemporaine (William James, Whitehead, Gabriel Marcel), Paris, Vrin, 1932; rééd. avec un avant-propos de Mathias Girel, Paris, Vrin, 2004.
- Études kierkegaardiennes, Paris, Aubier, 1938.
- Les Problèmes platoniciens: La République, Euthydème, Cratyle (Paris: CDU, 3 fasc., 1938—1939).
- Existence humaine et transcendance, Neufchâtel, La Baconnière, 1944.
- Tableau de la philosophie française, Paris, Fontaine, 1946.
- Introduction à la pensée de Heidegger, livre de poche, 1946.
- Petite histoire de l'existentialisme, Paris, L'Arche, 1947.
- Poésie, pensée, perception, Paris, Calman-Levy, 1948.
- Jules Lequier 1814—1862, Geneva, Éditions des Trois Collines, 1948.
- La Pensée de l'existence, Paris, Flammarion, 1952.
- Traité de Métaphysique, Paris, Payot, 1953.
- La structure du monde réel d'après Nicolai Hartmann (Paris: Centre de documentation universitaire, 1953) (Cours de la Sorbonne enseigné en 1952).
- La théorie des catégories fondamentales dans Nicolai Hartmann (Paris: Centre de documentation universitaire, 1954) (Cours de la Sorbonne enseigné en 1953).
- Les Philosophies de l'existence, Paris, Armand Colin, 1954.
- Les aspects qualitatifs du réel. I. Introduction, la philosophie de l'existence; II. Début d'une étude sur Husserl; III. La philosophie de la nature de N. Hartmann, Paris: Centre de documentation universitaire 1955. (Cours de la Sorbonne enseigné en 1954).
- Vers la fin de l'ontologie — Étude sur l'«Introduction de la Métaphysique» de Heidegger, Paris, SEDES, 1956.
- L'Expérience métaphysique, Paris, Flammarion, 1964.
- Cours sur l'athéisme éclairé de Dom Deschamps, 1967.